# Louis Brusselmans
Pour les articles homonymes, voir Brusselmans.
Louis Brusselmans, né le 24 août 1922 à Merksem dans le district d'Anvers, et mort le 21 juin 2002 à Lisbonne, capitale du Portugal, est un coureur cycliste belge, professionnel de 1945 à 1954.

## Palmarès
- 1946
  - 3e de Bruxelles-Spa
- 1947
  - 3e de la Gullegem Koerse
- 1948
  - 2e de Kampenhout-Charleroi-Kampenhout
  - 3e du Championnat des Flandres
- 1951
  - 3e du Circuit de Flandre centrale
  - 3e de la Coupe Sels
  - 3e du Grote Prijs Dr. Eugeen Roggeman
- 1952
  - 2e du Grand Prix Beeckman-De Caluwé